# Ta', hvad du vil ha'
Ta', hvad du vil ha' er en dansk film fra 1947. Én af Ib Schønbergs største præstationer i en birolle som den alkoholafhængige Oskar. Filmen er et drama omkring en ældre dame, der ligger for døden og hvordan et af hendes børnebørn gør alt for at blive enearving ved at med snuhed rydde de andre af vejen. Han forårsager indirekte Oskars selvmord med gas, der er en af filmens uforglemmelige scener, som mange husker den for.
- Manuskript Mårten Edlund og Fleming Lynge
- Instruktion Ole Palsbo

## Medvirkende
- Ebbe Rode
- Agnes Thorberg-Wieth
- Bjarne Forchhammer
- Ib Schønberg
- Ellen Gottschalch
- Erni Arneson
- Helle Virkner
- Hans Egede Budtz
- Vera Gebuhr
- Bjørn Watt Boolsen
- Elith Pio
- Knud Rex
- Per Buckhøj
- Henry Nielsen